# Красноморская кабуба
Красноморская кабуба, или красноморская вымпельная бабочка (лат. Heniochus intermedius) — вид лучепёрых рыб из семейства щетинозубых. Встречается в западной части Индийского океана. Зарегистрирована как инвазивный вид у берегов Флориды и как лессепсианский мигрант в восточной части Средиземного моря у берегов Турции.

## Внешний вид и строение
Красноморская кабуба имеет высокое, сплющенное с боков тело, окрашенное в бледно-желтый цвет, переходящий в белый на «шее» по направлению к голове. На боках 2 широкие, наклонные вертикальные черноватые полосы, они темнее снизу и становятся более размытыми по направлению к спине. Передняя полоса начинается у основания спинного плавника, рядом с глазом или над ним и идет к брюшному плавнику. Задняя полоса начинается у колючей части спинного плавника и идет к задней части анального плавника. Грудные плавники, мягкая часть спинного и анального плавников и хвостовой плавник желтые, а брюшные плавники черные. У нее очень удлиненная белая нить, отходящая от передней части спинного плавника, которая движется, когда рыба плывет, напоминая знамя, развевающееся на ветру. Спинной плавник состоит из 11 жёстких и 25-26 мягких лучей, а анальный плавник состоит из 3 жёстких и 17-18 мягких лучей. Максимальная общая длина этого вида составляет 18 сантиметров.

## Распространение
Красноморская кабуба обитает в западной части Индийского океана, где встречается в Красном море и Аденском заливе. Она была завезена в воды юго-восточной Флориды, вероятно, путем побега или выпуска из аквариума. Недавно зарегистрированная в заливе Анталья на средиземноморском побережье Турции после вероятной интродукции через Суэцкий канал из Красного моря, где она остается очень редкой.

## Среда обитания и образ жизни вида
Красноморская кабуба обитает на коралловых рифах, где она чаще всего регистрируется как одиночная рыба или парами, хотя были зарегистрированы и большие стаи. Молодь образует большие стаи, особенно в районах глубоких рифов, где наблюдается низкая плотность кораллов. Они питаются как зоопланктоном, так и бентосными организмами, но степень, в которой они питаются живыми кораллами, еще предстоит определить. Это яйцекладущий вид, который образует моногамные пары для нереста.

## Использование человеком
Красноморская кабуба из Красного моря вылавливается для продажи в качестве аквариумной рыбки, но ее сбор ограничен и не считается угрозой популяции вида.